# Antoine De Ville
Antoine De Ville (Toulouse, Francuska, 1596. - ?, 1657.), galski vitez, vojni inženjer, strateg i matematičar. Plemićku titulu, čime je prezime Ville postalo De Ville, dobio je od kardinala Richelieua.
Između 1631. i 1633. godine je za Mletačku Republiku projektirao i vodio izgradnju utvrde u Puli. Odluka Venecije o gradnji kaštela u Puli donesena je 1630., a kamen temeljac postavljen je 1. svibnja 1630. godine. Kaštel je građen na mjestu utvrde stare pulske obitelji Castropola, koja je time potpuno srušena. Na gradnji su radili galijoti, niz majstora iz Venecije, ali i niz istarskih majstora, najvećim dijelom iz Rovinja, što klesara što zidara. Dijelom se koristio kamen Velikog rimskog kazališta koje je bilo u ruševnom stanju, već odavna razoreno požarom i potpuno napušteno. Kaštel je građen u vrlo tužnom razdoblju za Pulu. Naime, ove godine bile su u znaku kuge, gladi i sveopćeg jada.
Ne zna se kada je De Ville prvi put došao u Pulu, u koliko je navrata još dolazio i gdje je točno boravio. No njegov je boravak u Puli vezan i uz Mutvoran i jednu Mutvoranku imenom Fumija. U knjizi krštenih nađen je zapis: "Dana 5. studenog 1632. ja, svećenik Alberto del Becho, krstio sam Lorenza, sinčića mnogoštovanog gospodina kavaljera Antoinea De Villa i gospe Fumije iz Mutvorana, rođena u preljubništvu..." No, maleni Lorenzo na žalost nije poživio. Već tjedan dana kasnije, 12. studenog 1632., spominje se njegovo ime, ali u knjizi umrlih.
Antoine De Ville djelovao je i u službi kralja Luja XIII. koji mu je, uvidjevši njegov talent, povjerio vojnu obranu u Picardyju protiv španjolskog neprijatelja.
Kao talentirani pisac ostavio je mnoga djela, pa se i danas u trezoru Sveučilišne knjižnice u Puli mogu pronaći dva izdanja njegovih djela o utvrdama. 

## Djela
- "Portus et urbis Polae antiquitatum, ut et Thynnorum piscationis descriptio curiosa"
- Antoine De Ville, vitez galski: “Portus et urbis Polae antiquitatum, ut et Thynnorum piscationis descriptio curiosa” (“Nadasve pomnim bakropisima pojašnjeni, zanimljivi opis starina u luci i gradu Puli kao i lova na tune”, fototipsko izdanje izvornika i prijevod na hrvatski; preveo i komentarima popratio Mate Križman), “Istra”, Pula, n.s., br. 119, 1991., st. 1-10.